# Primærrute 16
Primærrute 16 är en cirka 264 km lång väg (hovedvej) mellan Köpenhamn och Ringkøbing i Danmark.
Den går norrut från Ring 2 vid Borups Allé i Köpenhamn genom Farum, förbi Hillerød, genom Frederiksværk, till Hundested på norra Själland. Därifrån fanns tidigare en färjeöverfart till Grenaa på östligaste Jylland. Därifrån fortsätter rute 16 via Randers, förbi Viborg och Holstebro och slutar vid anslutningen till Primærrute 15 i Ringkøbing.

## Trafikplatser
|  | Nr | Namn     | Skyltning                          |
|  | -- | -------- | ---------------------------------- |
|  | 1  |          | Høje Gladsaxe                      |
|  |    |          | Utterslev Mose                     |
|  | 2  |          | Mørkhøj                            |
|  | 3  |          | Herlev O3                          |
|  |    | Gladsaxe | E 47 E 55 Helsingør, Rødby, Gedser |
|  | 4  |          | Klausdalsbrovej                    |
|  | 5  |          | Værebrovej                         |
|  | 6  |          | Bagsværd O4                        |
|  | 7  |          | Skovbrynet                         |
|  | 8  |          | Værløse                            |
|  | 9  |          | Farum C                            |
|  | 10 |          | Farum 207                          |
|  | 11 |          | Allerød S                          |
|  | 12 |          | Allerød N (planerad 2027)          |
|  | 13 |          | Favrholm 6 O2 (planerad 2027)      |
|  | 14 |          | Hillerød S (planerad 2027)         |
|  | 15 |          | Hillerød C 16 (planerad 2027)      |